# Antonio Budía Jiménez
Antonio J. Budía Jiménez (Lucena, provincia de Córdoba, 11 de junio de 1988) es un futbolista español.
Comenzó su carrera jugando en categorías inferiores del Atl. Lucentino Ind. y continuó hasta subir al primer equipo. Pertenece al Lucena CF aunque actualmente juega en el Lucena CF B equipo de 1ª Provincial Gr. I; su padre es entrenador de una categoría inferior; en su carrera ha tenido oportunidad de jugar en el Córdoba F.C. y en el Real Madrid.

## Clubes
| Club        | País   | Año       |
| ----------- | ------ | --------- |
| Lucena CF   | España | 2005-2007 |
| Lucena CF B | España | 2007-     |

Peña la lata (cuando me avisa) Juanjo Zambrano Gálvez.
- Datos: Q5697919